# قلعة بريدجاما
قلعة بريدجاما ((بالسلوفينية: Predjamski grad)‏، الألمانية: Höhlenburg Lueg، (بالإيطالية: Castel Lueghi)‏) هي قلعة من عصر النهضة تم بناؤها داخل كهف في جنوب وسط سلوفينيا، في المنطقة التاريخية كارنيولا الداخلية. وهي تقع في قرية بريدجاما، على بعد 11 كيلومترًا تقريبًا من بلدة بوستوينا و 9 كيلومترات من كهف بوستوينا.

## تاريخ القلعة

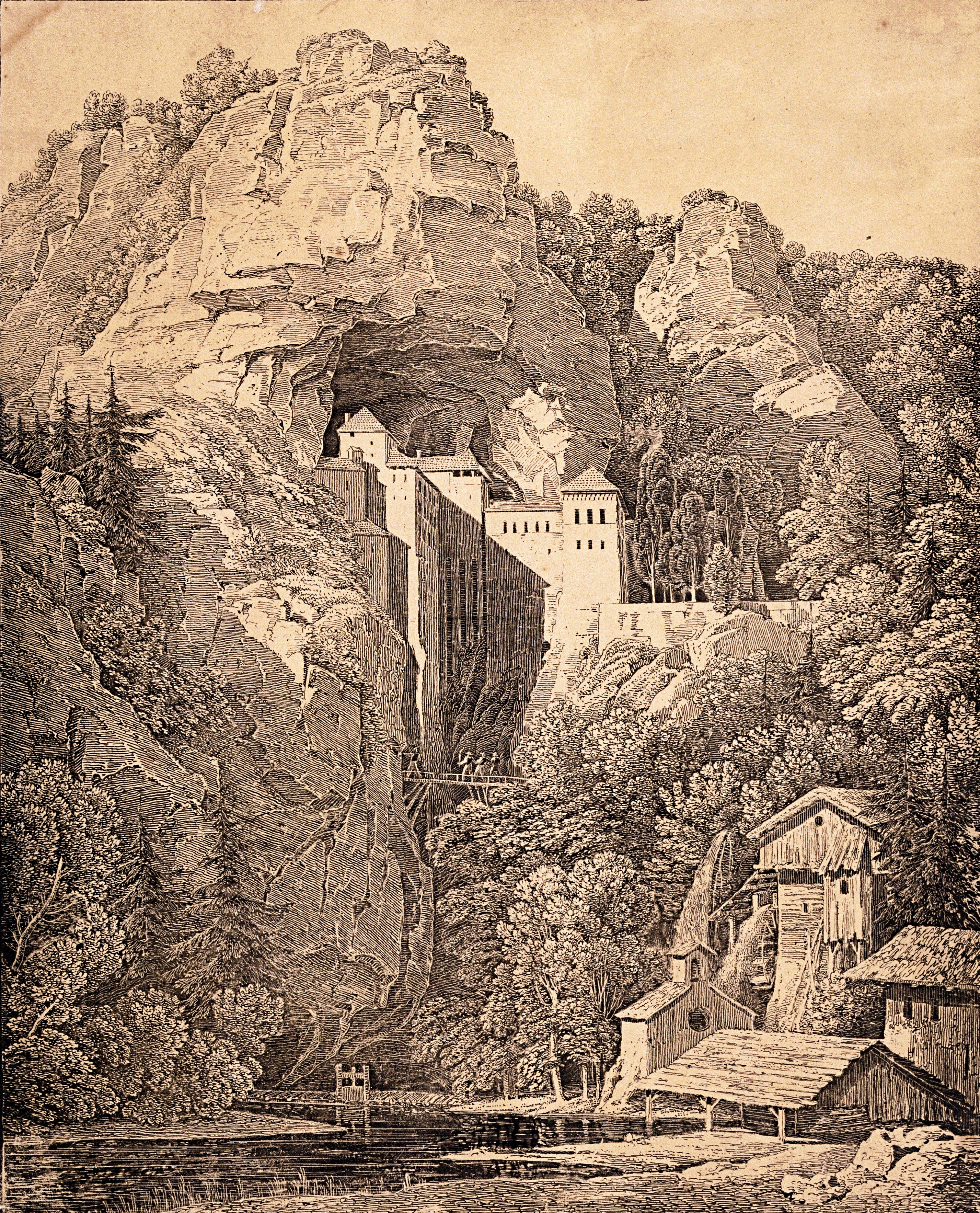
1816 الطباعة الحجرية للقلعة كارل فريدريش شينكل

ذكرت القلعة لأول مرة في عام 1274 بالاسم الألماني Luegg ، عندما بنى بطريرك أكويليا القلعة على الطراز القوطي. تم بناء القلعة تحت قوس صخري طبيعي مرتفع في الجدار الحجري لجعل الوصول إليها صعبًا. وفي وقت لاحق، قامت عائلة لويج النبيلة (المعروفة أيضا باسم فرسان أديلسبيرج) بالسيطرة على القلعة وتوسيعها.
قلعة بريدجاما التي تعتبر أكثر الاماكن شهرة في سلوفينيا ويأتي اليها الاف السائحين كل عام لزيارتها، هي إحدى القلاع الأكثر غرابة في العالم لموقعها في كهف داخل جبل.
تم بناء هذه القلعة بطريقة تناسب تواجدها داخل ذلك الكهف، فلم يتم بناء ابراج عالية مثل باقى القلاع القديمة ولا يوجد بها ديكورات فخمة أو اشياء ملفتة كثيرة، ولكن وجه الغرابة في هذه القلعة هو بناؤها داخل الكهف حيث يستحوذ الفضول على الزائرين في رؤية كيفية بناء هذه القلعة داخل الكهف ومشاهدة منظر الجبل من الخارج وهو يبدو رمادي اللون وتبدو القلعة كجزء ابيض اللون من الجبل في شكل غريب للغاية.